# Gustavo Kupinski
Gustavo Kupinski (Buenos Aires, 18 de janeiro de 1974 - Buenos Aires, 4 de janeiro de 2011) foi um guitarrista argentino, membro da banda de rock Los Piojos. Ele morreu aos 36 anos de acidente de carro em Dolores, província de Buenos Aires.